# Luis Fonsi
Pour les articles homonymes, voir Rodríguez, Luis López, López et Cepero.
Luis Fonsi né le 15 avril 1978 à San Juan, à Porto Rico, est un chanteur portoricain de pop latino. Son style musical reprend différents styles comme le RnB et le pop rock.
Il devient mondialement célèbre pour sa chanson Despacito en collaboration avec Daddy Yankee : le clip officiel dépasse les neuf milliards de vues sur YouTube en 2019, ce qui en fait la deuxième vidéo la plus visionnée de la plateforme. Par la suite il sort un nouveau titre Échame la culpa en collaboration avec Demi Lovato qui cartonne également sur YouTube dépassant très vite les deux milliards de vues.

## Biographie

### Jeunesse
Il est le fils aîné d'Alfonso Rodríguez et de Delia López-Cepero. Il est le frère de Jean Rodríguez Sol Rodríguez et de Tatiana Rodríguez. Il participe à la chorale Coro de Niños pendant son enfance. Grâce à cette formation, il commence à se familiariser avec le monde de la musique ainsi qu'avec les représentations scéniques. À l'âge de 10 ans, Luis et toute sa famille doivent quitter leur pays et s'installer aux États-Unis contigus dans la ville d'Orlando, en Floride.
Luis s'inscrit à l'université d'État de Floride afin de poursuivre des études de musique. Il participe à la chorale de l'université, ce qui lui donne l'occasion de participer à diverses tournées aussi bien aux États-Unis qu'en Angleterre, à Londres. Là, il rencontre Joey Fatone, futur membre du groupe *NSYNC. C'est ainsi qu'il achève sa formation académique avec pour spécialisation la musique.

### Débuts (1997–2006)

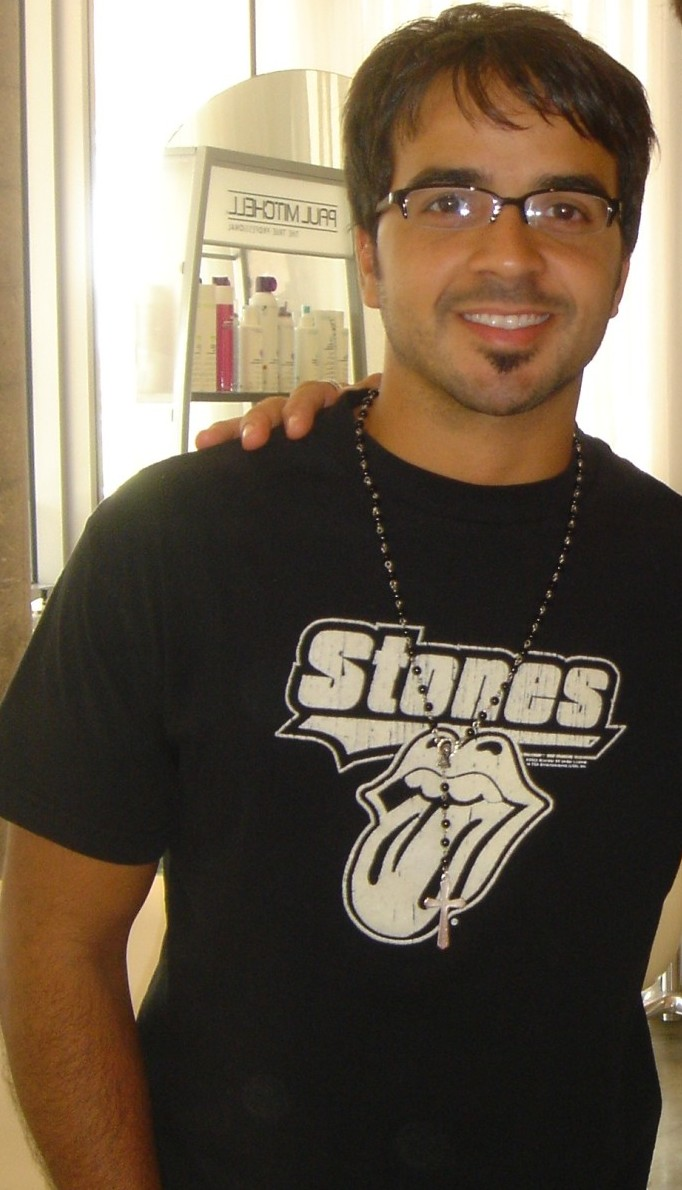
Lusi Fonsi en 2005.

En 1998, Luis Fonsi commence sa carrière avec un premier opus intitulé Comenzaré dont sont tirées des chansons telles que Por ella, Si tú quisieras. C'est un franc succès, son album se hisse au sommet des ventes dans de nombreux pays d'Amérique du Sud, ce qui lui vaudra d'obtenir son premier Disque d'or. Eterno, sorti en 2000, connaît le même succès, notamment grâce à la chanson Imagíname sin ti qui le fait connaître du grand public. Il remporte un second Disque d'or. Luis Fonsi poursuit sa carrière en donnant des concerts à travers le monde et des représentations télévisées. En 2002 sort l'album Amor secreto dont est extrait le titre Quisiera poder olvidarme de ti. Cet album est récompensé par un troisième Disque d'or.
L'album Abrazar la vida, sorti en 2003, est classé dans les meilleures ventes d'albums dès sa sortie. Cet album se différencie des autres car les rythmes ne sont plus RnB comme Luis en avait l'habitude mais il est marqué par l'hétérogénéité des rythmes et des thèmes qui le composent. Dans ce même album apparaît le duo avec Christina Valemi, La fuerza de mi corazón, bande originale de la série d'animation La Légende du Cid. Nada es para siempre est le premier titre sorti en 2005 de l'album Paso a paso, plus intimiste car il s'inspire d'une nouvelle ayant affecté sa vie personnelle dans l'année qui a précédé : en effet, en 2004, sa compagne Adamariz est atteinte d'un cancer du sein.
Bien qu'il soit mieux connu comme chanteur, Luis est également compositeur. Il a écrit de nombreux titres pour des artistes tels que Olga Tañón et Ednita Nazario. Il a également collaboré avec Christina Aguilera pour la chanson Si no te hubiera conocido sur l'album espagnol de cette dernière. Il a fait la première partie de la tournée de Britney Spears à ses débuts. Il a aussi repris une de ses chansons en duo avec David Bustamante : Perdóname. En 2004, il chante Amazing avec Emma Bunton (ex-membre des Spice Girls). Il participe à d'autres événements comme le jubilé 2000, le concert pour les victimes des attentats du 11 septembre 2001 et l'élection de Miss Monde 2003.
Fin 2006 sort l'album Grandes éxitos 98:06 qui reprend des titres précédemment publiés comme Amor secreto, Nada es para siempre, Imagíname sin ti ou encore Quién te dijo eso, ainsi que des chansons inédites Tu amor, No lo digas más et Vives en mí. Luis Fonsi s'essaie également au reggaeton en collaborant en 2007 avec Wisin y Yandel sur le titre Yo te quiero.

### DePalabras del Silencioà8(2007–2016)
Au début de 2010, il participe à l'enregistrement de la chanson Somos el mundo (version espagnole de We Are the World) au profit des victimes du tremblement de terre en Haïti. Le 19 mai 2014, il sort son album 8 dont sont extraits les titres Corazón en la maleta, Qué quieres de mí ou encore Llegaste tú en collaboration avec Juan Luis Guerra, chanson entièrement écrite pour sa fille Mikaela.
En 2016, il participe à l'album We Love Disney en interprétant la chanson Esta noche es para amar. En 2017, il revient avec un nouveau clip Despacito en featuring avec Daddy Yankee. C'est un énorme succès dans le monde entier. Ce même clip avait dépassé cinq milliards de vues sur YouTube le 20 avril 2018, deux milliards de vues le 16 juin 2017, trois milliards de vues le 6 août 2017. La musique atteint la première place du Billboard Hot 100, du Canadian Hot 100 et d'Official Charts. Le 19 juillet 2017, Despacito devient le morceau le plus joué sur toutes les plateformes de streaming avec près de cinq milliards d'écoutes.

### Despacitoet succès international (depuis 2017)
Le 16 juin 2017, il sort l'album Despacito y mis grandes éxitos, exclusivement en France. C'est un album qui regroupe la version originale de Despacito, le remix avec Justin Bieber, la reprise salsa de Despacito (avec Víctor Manuelle), la chanson Wave Your Flag, en featuring avec Afrojack, ainsi que tous les plus grands succès de Luis Fonsi, tels que Corazón en la maleta ou encore Nada es para siempre. Cet album sort mondialement le 15 septembre. La même année, le 17 novembre, il sort son single en collaboration avec Demi Lovato, Échame la culpa. Le 18 décembre 2017, il chante son titre No me doy por vencido accompagné de Martina Stoessel à un événement solidaire pour l'Argentine et Porto Rico.
Cinq ans après la sortie de l'album 8, le 1er février 2019, son 10e album studio, Vida, sort. La liste des titres contient Despacito (Remix), Échame la Culpa et Sola. L'album se classe en tête du classement Billboard Top Latin Albums et du classement des albums espagnols, et entre à la 18e place du Billboard 200,.
Toujours en 2019, Fonsi interprète Right Where I'm Supposed to Be en tant que chanson officielle des Jeux olympiques spéciaux mondiaux d'été 2019 à Abou Dabi, aux Émirats arabes unis, en collaboration avec Ryan Tedder, Avril Lavigne, Hussain Al Jassmi, Assala Nasri et Tamer Hosny. Le 26 juillet 2019, Fonsi se produit lors de la cérémonie d'ouverture des Jeux panaméricains 2019 à Lima, au Pérou, où il interprète ses chansons, dont son tube mondial Despacito. En novembre 2023, Fonsi est narrateur invité lors de la procession à la chandelle de Disney à Walt Disney World
.

### Vie personnelle
Le 3 juin 2006, Fonsi et Adamariz López, qu'il fréquente depuis 2003, se marient à Guaynabo à Porto Rico. Ils se sépareront le 8 novembre 2010.
En 2014, il se marie avec le mannequin espagnol Águeda López avec laquelle il a deux enfants : Mikaela, née le 20 décembre 2011 et Rocco, né le 20 décembre 2016.

### Despacitoet succès international (depuis 2017)
Le 16 juin 2017, il sort l'album Despacito y mis grandes éxitos, exclusivement en France. C'est un album qui regroupe la version originale de Despacito, le remix avec Justin Bieber, la reprise salsa de Despacito (avec Víctor Manuelle), la chanson Wave Your Flag, en featuring avec Afrojack, ainsi que tous les plus grands succès de Luis Fonsi, tels que Corazón en la maleta ou encore Nada es para siempre. Cet album sort mondialement le 15 septembre. La même année, le 17 novembre, il sort son single en collaboration avec Demi Lovato, Échame la culpa. Le 18 décembre 2017, il chante son titre No me doy por vencido accompagné de Martina Stoessel à un événement solidaire pour l'Argentine et Porto Rico.
Cinq ans après la sortie de l'album 8, le 1er février 2019, son 10e album studio, Vida, sort. La liste des titres contient Despacito (Remix), Échame la Culpa et Sola

## Discographie

### Albums studio
- 1998 : Comenzaré
- 2000 : Eterno
- 2002 : Amor secreto
- 2002 : Fight the Feeling
- 2003 : Abrazar la vida
- 2005 : Paso a paso
- 2006 : Grandes éxitos 98:06 (best-of)
- 2008 : Palabra del silencio
- 2011 : Tierra firme
- 2014 : 8
- 2019 : Vida
- 2022 : Ley De Gravitad
- 2024 : El Viaje[11]

### Singles
- 1998 : Dime cómo
- 1999 : Comenzaré
- 1999 : Perdóname
- 1999 : Si tú quisieras
- 2000 : Me iré
- 2000 : Imagíname sin ti
- 2000 : No te cambio por ninguna"
- 2001 : Mi sueño
- 2001 : Eterno
- 2001 : Seria fácil
- 2002 : Quisiera poder olvidarme de ti
- 2002 : Amor secreto
- 2002 : Te vas
- 2002 : Secret
- 2003 : Fight the Feeling
- 2003 : ¿Quién te dijo eso?
- 2004 : Abrazar la vida
- 2004 : Por ti podría morir
- 2005 : Nada es para siempre
- 2006 : Paso a paso
- 2006 : Estoy perdido
- 2006 : Vivo muriendo
- 2008 : Por una mujer
- 2008 : Paso a paso
- 2008 : Tu amor
- 2008 : No me doy por vencido
- 2009 : Palabras del silencio
- 2009 : Aquí estoy yo (avec Aleks Syntek, David Bisbal, et Noel Schajris)
- 2009 : Llueve por dentro
- 2009 : Aunque estés con él
- 2011 : Gritar
- 2012 : Tierra firme
- 2012 : Respira
- 2014 : Clarida
- 2014 : Nunca digas siempre
- 2014 : Corazón en la maleta
- 2015 : Llegaste tú (avec Juan Luis Guerra)
- 2015 : ¿Qué quieres de mí?
- 2015 : Tentación
- 2017 : Despacito (feat. Daddy Yankee)
- 2017 : Despacito (Remix) (feat. Daddy Yankee, Justin Bieber)
- 2017 : Échame la culpa (feat Demi Lovato)
- 2018 : Calypso (feat. Stefflon Don)
- 2018 : Sigamos bailando, (avec Gianluca Vacchi, Yandel)
- 2018 : Pa' la calle, (avec Coastcity)
- 2018 : Imposible (feat. Ozuna)
- 2018 : Per le strade una canzone (feat. Eros Ramazzotti)
- 2019 : Sola
- 2019 : Date La Vuelta (avec Sebastián Yatra, Nicky Jam)
- 2019 : Pa' Lante (avec Alex Sensation, Anitta)
- 2019 : Tanto (avec Jesse and Joy)
- 2019 : 16 (avec Kurt).
- 2020 : Girasoles.
- 2020 : Perfecta (avec Farruko)
- 2020 : La Mentirosa (avec Paty Cantú)
- 2020 : Let It Snow.
- 2021 : Por Isso Que Eu Bebo (avec Zé Neto e Cristiano, Thyy)
- 2021 : Vacío (avec Rauw Alejandro)
- 2021 : Pues (avec R3hab, Sean Paul)
- 2021 : Bésame (avec Myke Towers)
- 2021 : Dos Veces (avec David Bisbal)
- 2023 : Buenos Aires.

## Filmographie
- 2000 : Amantes de luna llena : Apparition spéciale
- 2001 : Taina : Apparition spéciale
- 2002 : Sin permiso de tus padres : Apparition spéciale
- 2002 : Como en el cine : Apparition spéciale
- 2002 : Corazones al límite : Roy
- 2010 : Atrévete a soñar
- 2010 : Llena de amor
- 2012 : La voz... Colombia
- 2012 : La voz (España) : Co-coach
- 2013 : La voz Kids (Estados Unidos)
- 2013 : La voz… Colombia 2
- 2014 : YSEA
- 2015 : La voz Ecuador : Co-coach
- 2016 : The Voice Chile : Coach
- 2016 : The Voice Chile 2
- 2017 : Fantastic Dúo
- 2017 : The Tonight Show Starring Jimmy Fallon
- 2018 : Lip Sync Battle	Episode: "Luis Fonsi vs. Joan Smalls"
- 2018 : La voz Kids 3 (Colombia)
- 2019 : La voz (Estados Unidos), Coach
- 2019 : La voz (España)
- 2019 : The Tonight Show Starring Jimmy Fallon